# Łopuszka Mała (przystanek kolejowy)
Łopuszka Mała – wąskotorowy przystanek osobowy Przeworskiej Kolei Dojazdowej w Łopuszce Małej, w gminie Kańczuga, w powiecie przeworskim, w województwie podkarpackim, w Polsce.
Został otwarty w 2009 roku dla potrzeb ruchu turystycznego.